# Galerie Legrip

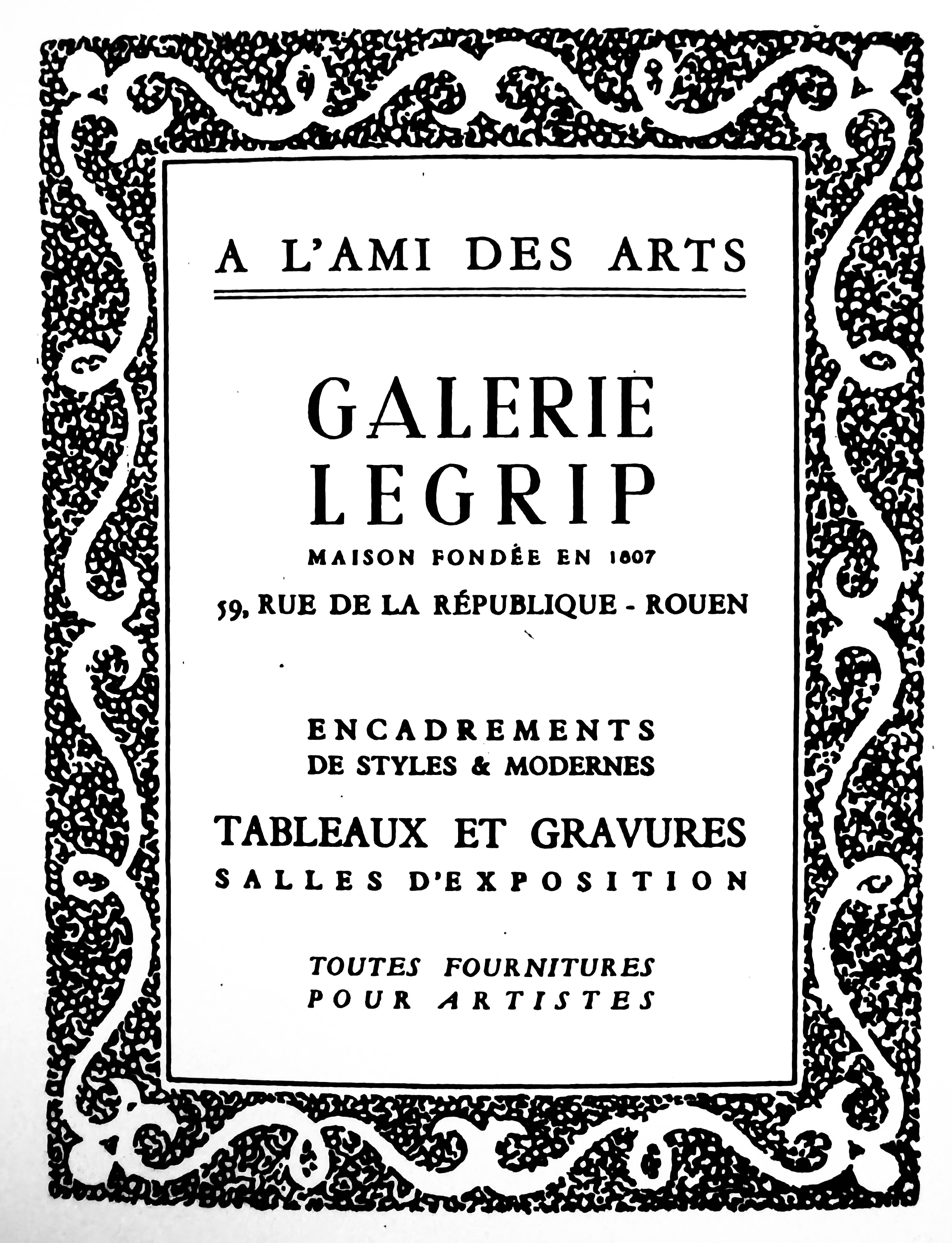

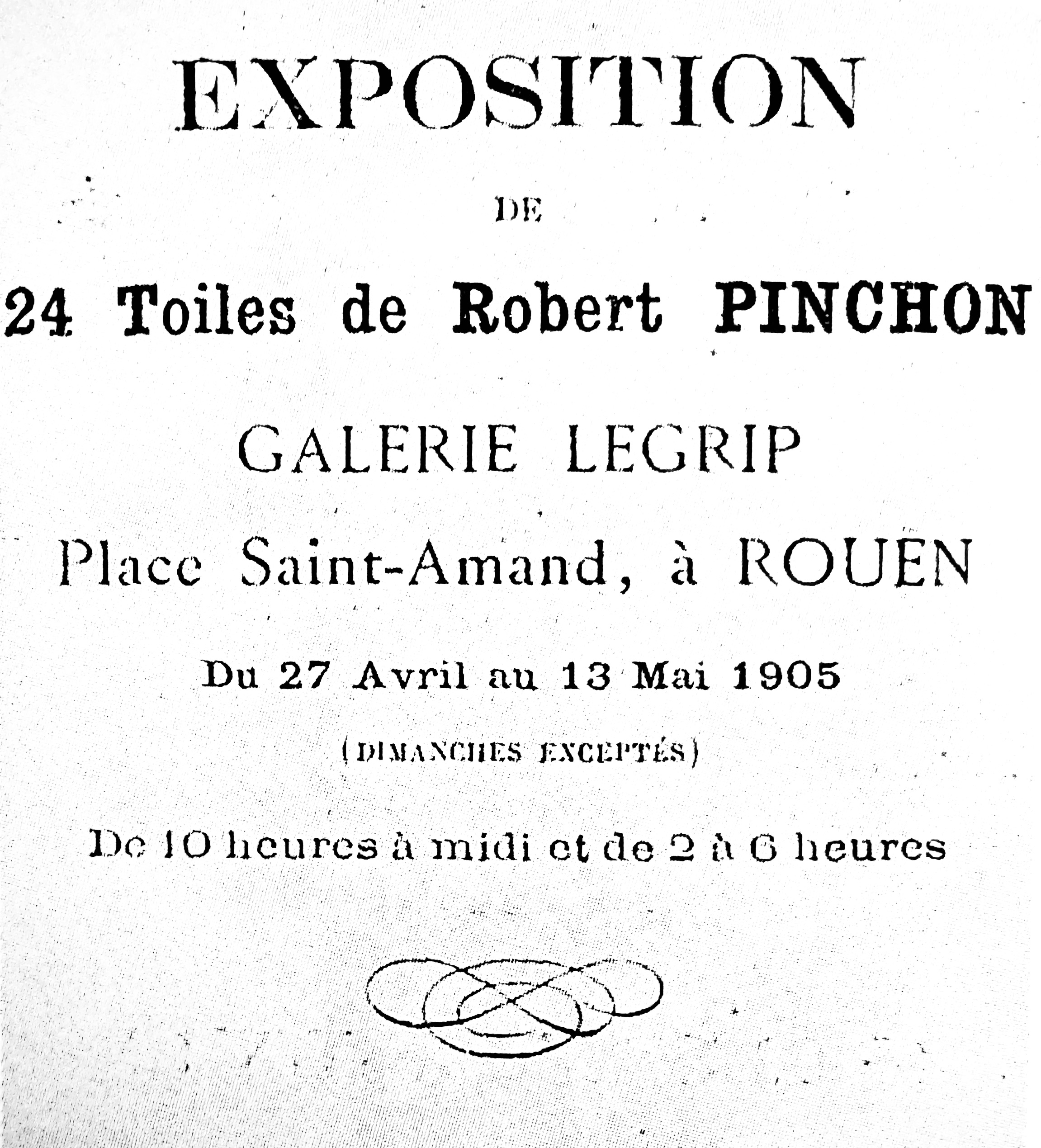

Die Galerie Legrip in Rouen, Frankreich, war eine kommerzielle Kunstgalerie in Rouen, die 1807 gegründet und 1953 endgültig geschlossen wurde.

## Geschichte
Die Galerie Legrip, auch bekannt als „A l'Ami des Arts“, kann zwar nicht direkt mit den Pariser Galerien des späten 19. und frühen 20. Jahrhunderts verglichen werden, war aber dennoch eine angesehene Adresse in Rouen. Gegründet wurde die Galerie 1807 von Claude Démétrius Legrip (1776–1848), dessen Familie einer langen Tradition von Faïenciers entstammte. Vier Generationen führten die Galerie, die Kunsthandel, Künstlerbedarf und Einrahmungen anbot.
Auf Claude Démétrius folgte sein Sohn Félix (1807–18??), dann Alexandre (1818–1899), der das Geschäft um Vergoldungen und Rahmen erweiterte. Ihm folgte für kurze Zeit Brunet, dann Mésaize und schließlich Albert Legrip (1847–1928), der das Geschäft 1871 in die Rue de la République verlegte und es 1876 übernahm. Zuletzt wurde die Galerie von Gustave Legrip (1877–1962) geleitet.

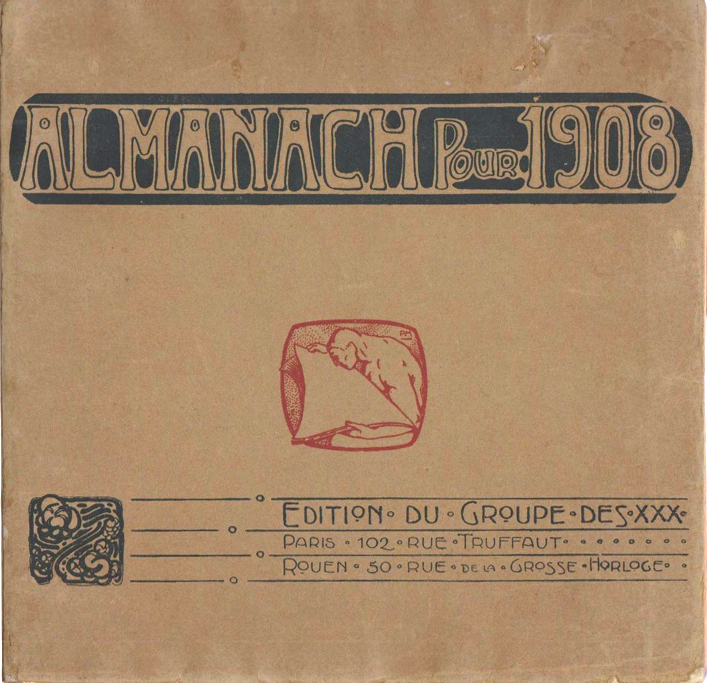
Almanach für 1908, Edition du Group des XXX, Dezember 1907, Paris und Rouen.

Die Galerie wurde von Künstlern geschätzt: Albert Lebourg begann seine Karriere dort, Charles Frechon eröffnete 1885 ein Konto und Charles Angrand stellte 1888 sein divisionistisches Werk „La Moisson“ aus. Die Galerie verfügte über einen Ausstellungsraum an der Place St-Amand, der durch einen langen Korridor mit dem Hauptgeschäft verbunden war. 1906, zur Zeit des Fauvismus, stellte Pierre Dumont aus, gefolgt von Jacques Villon und Raymond Duchamp-Villon. Eine bemerkenswerte Ausstellung der „Groupe des XXX“ (Gruppe der Dreißig) findet 1907 statt, organisiert von Pierre Dumont, mit Werken von Künstlern wie Henri Matisse, Georges Braque, Othon Friesz, André Derain und Maurice de Vlaminck.
Die Galerie spielte eine zentrale Rolle in der Entwicklung der Rouener Kunstszene, wie Étienne Morel 1908 in der Dépêche de Rouen hervorhob. Sie trug dazu bei, junge Künstler bekannt zu machen und die Société des Artistes de Rouen zu gründen. Anlässlich des 125-jährigen Bestehens 1932 fand eine große Ausstellung mit Werken fast aller Künstler der École de Rouen statt.
Der letzte Nachkomme des Gründers, Gustave Legrip, starb 1962, die Galerie wurde 1953 geschlossen und ihr Archiv leider zerstört.